# Claude Dagens

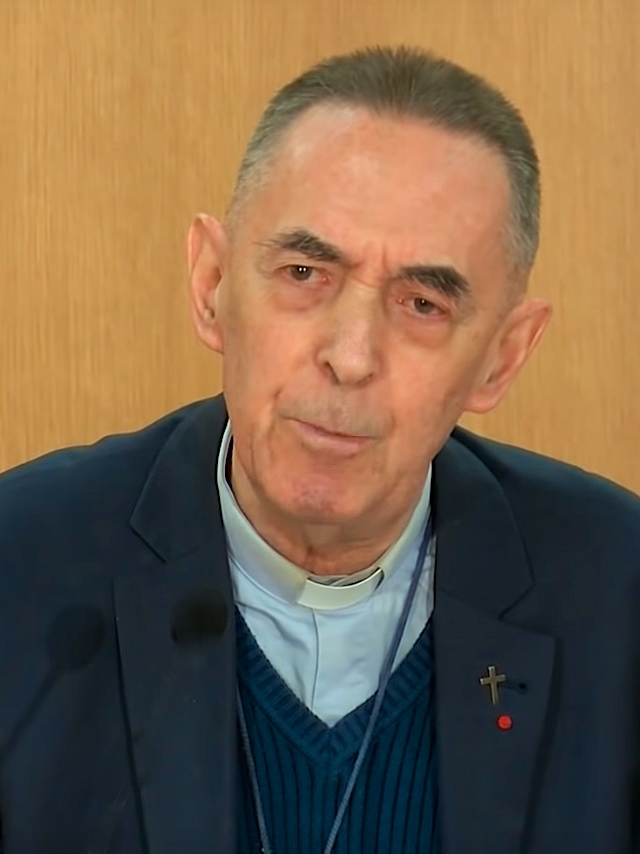
Claude Dagens, 2018

Claude Dagens (* 20. Mai 1940 in Caudéran, Frankreich) ist ein französischer Geistlicher und emeritierter römisch-katholischer Bischof von Angoulême.

## Leben
Claude Jean Pierre Dagens wurde als Sohn eines städtischen Beamten geboren. Er besuchte das Gymnasium Montaigne in Bordeaux und studierte katholische Theologie an der École française in Rom sowie am Institut catholique de Paris mit Abschlüssen in Theologie, Geisteswissenschaften und christlicher Archäologie. Am 4. Oktober 1970 wurde er für das Erzbistum Bordeaux zum Priester geweiht. Nach zwei Jahren als Gemeindepriester in Paris wurde er 1972 als Professor in das interdiözesane Priesterseminar von Bordeaux berufen. Von 1981 bis 1987 wirkte er gleichzeitig als Dekan der theologischen Fakultät von Toulouse.
Papst Johannes Paul II. ernannte ihn am 3. Juli 1987 zum Weihbischof in Poitiers und Titularbischof von Vulturaria. Der Erzbischof von Bordeaux, Marius Maziers, spendete ihm am 20. September desselben Jahres die Bischofsweihe. Mitkonsekratoren waren der Erzbischof von Toulouse, André Charles Collini, und der Bischof von Poitiers, Joseph Rozier.
Am 15. Juni 1993 folgte die Ernennung zum Koadjutorbischof des Bistums Angoulême, wo er am 22. Dezember jenes Jahres seinem Vorgänger nachfolgte.
In der französischen Bischofskonferenz war er Mitglied der Doktrin-Kommission und Vorsitzender der Arbeitsgruppe zur religiösen Gleichgültigkeit und Sichtbarmachung der katholischen Kirche.
Im April 2008 wurde er in die Académie française aufgenommen und folgte als Inhaber des 1. Stuhls auf René Rémond.
Papst Franziskus nahm am 9. November 2015 seinen altersbedingten Rücktritt an.